# Envigado
Envigado est une ville colombienne du département d'Antioquia.
Elle est limitée au nord, par la deuxième plus grande ville du pays et capitale économique, Medellín, à l'est par El Retiro, au sud par El Retiro et Caldas, et à l'ouest par Sabaneta et Itagüí.
Envigado (« poutre » en espagnol) doit son nom au fait que le bois de grands arbres a été utilisé pour fabriquer les principales poutres des premières maisons de la ville. D'autres théories disent que c'est à cause d'un vieux pont de poutres, qui servait à faire entrer la population dans la ville.
La ville compte quelque 175 240 habitants en 2005 et ses habitants sont appelés les « Envigadeños ».
Plus communément, les habitants des départements de Caldas, Quindío, Risaralda et Antioquia, ce dernier dont fait partie Envigado, sont appelés les « Paisas », et sont pour la plupart, des descendants de colons basques, andalous, extrémadurans ou catalans.

## Histoire
Les terres de l'actuelle ville étaient peuplées par la tribu yanaconas appartenant à la grande famille Nutabe. Son aire de répartition était Envigado, mais aussi Sabaneta, Itagüí et La Estrella.
Puis en 1541, ces terres ont été progressivement colonisées par les Espagnols, avec l'arrivée de Jerónimo Luis Tejelo sur ordre de Jorge Robledo (1500 - 1546), conquistador et maréchal espagnol du XVIe siècle.
L'origine de Envigado est étroitement liée à l'existence de Medellín. D'abord une propagation en milieu rural dans un vaste territoire qui comprenait ce qui est maintenant Envigado, Sabaneta, Itagüí et Caldas. Dans ce territoire, apparaissent rapidement des domaines habités par leurs propriétaires, des gens aisés, qui marient leur progéniture à des Espagnols venus faire fortune. Ces domaines se multiplièrent et prospérèrent, augmentant la population de ce territoire.
Au début du dernier quart du XVIIIe siècle, en 1775, la vie urbaine apparaît à Envigado, lors de la création de la paroisse de Santa Gertrudis. La place de la Paroisse est créée et les premières rues naissent tout autour.
Ainsi est née Envigado, même s'il faudra attendre 1814 pour qu'elle soit reconnue officiellement comme une ville.

## Géographie
Envigado est situé à 6° 10′ 19″ N, 75° 35′ 09″ O au sud de la vallée d'Aburrá, qui est situé dans la Cordillère Centrale des Andes, à un niveau assez élevé du reste de la vallée d'Aburrá.
Envigado est à 10 km du centre-ville de Medellín, et à quelque 545 km de la capitale du pays, Bogota.
Son altitude moyenne est de 1 575 m et l'altitude maximale de la municipalité est 2 900 m (Cerro Astilleros) et 2 500 m (Alto Patio Bonito).
La municipalité a une superficie approximative de 78,80 km2, soit 66,68 km2 pour la zone rurale et 12,12 km2 pour les zones urbaines. De la superficie totale correspondant à la vallée de Aburrá (1 152 km2), Envigado en occupe 4,3 %.
La température moyenne varie de 22 °C dans le secteur municipal, à 18 °C dans la partie supérieure avec une humidité relative de 70 %. Les précipitations ont un comportement intra-annuel, avec deux saisons pluvieuses et deux saisons sèches. C'est une région avec des variations climatiques qui vont de l'humide au très humide, avec des précipitations moyennes de 2 000 mm, qui varie de 1 300 mm dans le nord-ouest à 2 300 mm dans les hautes terres de l'Est.

## Ethnographie
Selon les chiffres présentés par le recensement DANE (Département Administratif National de Statistique) datant de 2005, la composition ethnographique de la municipalité d'Envigado est :
- Blancs et Métisses (97 %)
- Afro-Colombiens (3,0 %)

## Division administrative
La zone urbaine est divisée en 39 quartiers et les zones rurales sont, elles, divisées en 6 voies.
| Quartiers | Quartiers | Quartiers |
| --- | --- | --- |
| - Las Vegas - El Portal - San Marcos - Pontevedra - Jardines - Villagrande - La Sebastiana - Las Flores - Uribe Ángel - Alto de Misael - Las Orquídeas - El Esmeraldal - Loma El Atravezado | - Zuñiga - Bosques de Zuñiga - Loma de Las Brujas - La Pradera - El Chocho - La Inmaculada - El Chinguí - El Salado - La Mina - San Rafael - Las Antillas - El Trianón - Loma del Barro | - La Paz - Las Casitas - Primavera - Milán-Vallejuelos - Alcalá - El Dorado - San José - Los Naranjos - Mesa - Zona Centro - Obrero - Bucarest - La Magnolia |
| Voies | | |
| - Las Palmas - El Vallano | - El Escobero - Santa Catalina | - Pantanillo - Perico |

## Économie
La municipalité a une industrie grande et moderne.
Parmi les entreprises les plus importantes, il y a l'Usine Renault de Envigado. Aussi, à Envigado se trouve le siège de "Almacenes Exito", la plus grande chaîne de supermarchés en Colombie.
La municipalité a également sur son territoire, le premier siège de la multinationale Carrefour, qui est établi dans la région métropolitaine. De plus, c'est à Envigado que se trouve aujourd'hui le siège du journal "El Colombiano", journal d'une importance majeure dans le pays.
La municipalité d'Envigado est l'une des rares municipalités de la Colombie qui dépense plus de 80 % de son chiffre d'affaires pour l'investissement social, et ne nécessite que 20 % des dépenses de fonctionnement. Envigado a l'un des IDH (Indice de Développement Humain) les plus élevés du pays.

## Transports publics
- Métro de Medellín : il s'agit d'un système de transport en commun qui traverse l'agglomération du sud au nord. Le métro a plusieurs types de niveaux (au niveau du sol, viaducs élevés et câbles aériens), et n'a pas de parties souterraines. Dans la zone d'Envigado, le Metro se déplace parallèlement le long du fleuve, le Río Medellín, disposant de trois stations, "Ayurá", "Envigado" et "Itagüí", qui offrent d'utiles services aux municipalités de la région métropolitaine du sud.
- Les Autobus : il existe un système de bus privé en milieu urbain qui dessert tous les secteurs de la municipalité et a également des itinéraires qui communiquent entre Medellín et Envigado. En outre, il y a le système dit de "transport intégré», qui comprend des bus qui relient les stations de métro avec différentes zones de la municipalité.
- Les Taxis : on compte de nombreuses compagnies de taxi couvrant toute la région métropolitaine, et parmi elles il y a des services bilingues (en anglais). Le service d'appel de taxi par téléphone est le plus commun et sécurisé. Certaines entreprises fournissent des services interurbains.

## Éducation
Envigado est le siège de 4 établissements d'enseignement supérieur :
- l'institution universitaire d'Envigado, qui offre des programmes tels que le droit, ingénierie des systèmes électronique, psychologique, administration des affaires internationales, entre autres.
- le Collège des arts technologiques Debora Arango, d'abord institution d'un caractère municipal destiné à l'éducation artistique dans le pays.
- l'École d'ingénierie d'Antioquia, une institution de grande reconnaissance nationale, la branche de l'Université Coopérative de Colombie avec l'administration du programme en art dentaire, de l'éducation, entre autres, et siège sous-régional de l'Université d'Antioquia, situé dans l'école Manuel Uribe Angel (MUA), qui offre les premiers programmes de technologies.

Concernant l'éducation de base, les écoles d'Envigado offrent le meilleur taux de réussite en Colombie.

## Sites touristiques
- « Église Santa Gertrudis », située dans le parc principal. La construction commença le 21 novembre 1859, et en 1897 les travaux ont été achevés après 38 ans d'efforts.
- « Église de San José » : la construction commença en 1947. D'inspiration gothique.
- « Église de Santa Bárbara » : réplique de « charme » des constructions coloniales.
- « Ecole Fernando González ».
- « Maison de la Culture Miguel Uribe Restrepo ».
- « Ancien hôtel de ville ».
- « Casablanca » : résidence de la peintre envigadeña Débora Arango.
- « Parc El Salado ».
- « Parc La Morena »

## Sport
La ville d'Envigado possède son club de football professionnel : le Envigado FC, fondé le 14 octobre 1989.
En 1991, il gagne le championnat de seconde division colombienne et reste en première division jusqu'en 2006, année de la descente. En 2007, le club est de nouveau champion de seconde division et fait toujours partie de l'élite du football colombien à l'heure actuelle.
Ses principaux rivaux sont les deux grands clubs colombiens de la ville voisine de Medellín, l'Atlético Nacional et l'Independiente Medellín.
Seul joueur connu ayant représenté ce jeune club, l'international colombien Fredy Guarín, qui a notamment joué en Argentine sous les couleurs de Boca Juniors, en France à l'AS Saint-Étienne, au Portugal à Porto, avant d'atterrir chez les Italiens de l'Inter de Milan. Après 3 saisons passées en Chine, il joue actuellement pour le club brésilien de Vasco da Gama.